# Атанасова, Мария Георгиева
Мария Георгиева Атанасова (26 декабря 1926, Калековец, Третье Болгарское царство — 11 апреля 2000) — болгарская женщина-пилот гражданской авиации, Герой Социалистического Труда Болгарии. Первая болгарская женщина, управлявшая реактивным самолётом и летчик-командир пассажирского самолёта на международных линиях.

## Биография
Родилась 26 декабря 1926 года в Болгарии в селе Калековец.
В 1950 году окончила Высшее военно-воздушное училище в городе Долна-Митрополия. С 1952 года работала в этом училище в качестве инструктора. Затем окончила школу для пилотов-истребителей.
С 1953 по 1974 год Мария Атанасова работала в качестве пилот и командира самолётов „Ли-2“, „Ил-14“, „Ил-18“ и „Ту-134“ по маршрутам болгарской авиакомпании «Балкан». Общий налёт Атанасовой составил 13 999 часов. В 1965 году она стала первой женщиной, посадившей в экстремальных условиях пассажирский самолёт „Ил-18“ в лондонском аэропорту «Хитроу».
В 1967 году была удостоена звания Героя Социалистического Труда с вручением ордена Димитрова.
Также занималась общественной деятельностью: в 1966—1971 годах была народным представителем в Национальном собрании Болгарии, с 1968 года являлась членом Комитета болгарских женщин.
Умерла 11 апреля 2000 года в Софии.